# لیگ والیبال مردان ایتالیا
لیگ برتر والیبال مردان ایتالیا مجموعه لیگ والیبال مردان ایتالیا است که در سطوح مختلف برگزار می‌شود. بالاترین سطح رقابت این لیگ سری آ است. بسیاری از بهترین بازیکنان جهان در سری آ و سطح کلی از رقابت‌های لیگ حضور دارند که باعث شده سطح این لیگ نسبت به لیگ‌های دیگر اروپا به‌طور قابل توجه ای بالاتر باشد.

## ساختار
- سری آ (بالاترین سطح، با حضور ۱۵ تیم، ۱ تیم قهرمان ایتالیا، ۲ تیم سقوط)
- سری آ ۲ (سطح دوم، با حضور ۱۵ تیم، ۱ تیم ارتقاء، ۳ تیم سقوط)
- سری بی ۱ (سطح سوم، با حضور ۴۸ تیم در سه بخش، چهار تیم ارتقاء، ۱۲ تیم جدا)
- سری بی ۲ (سطح چهارم، با حضور ۱۱۲ تیم در هشت بخش، ۱۲ تیم ارتقاء، ۳۲ تیم جدا)
- سری سی (توسط کمیته‌های منطقه ای برگزار می‌شود)
- سری دی (توسط کمیته‌های منطقه ای برگزار می‌شود)
- قهرمانی استان‌ها (توسط کمیته‌های استانی برگزار می‌شود)

## تاریخچه
والیبال برای اولین بار در ایتالیا پس از پایان جنگ جهانی اول آغاز شد و در سال ۱۹۲۹ فدراسیون والیبال ایتالیا (اف ای پی وی) تأسیس شد. در طول سال ۱۹۳۰ چند مسابقات از سوی جوانان و جنبش کارگران در انجمن‌های فاشیستی مانند GIL و OND برگزار شد.
پس از پایان جنگ جهانی دوم و سرنگونی رژیم فاشیستی، سازمان جدیدی به نام فدراسیون والیبال ایتالیا در سال ۱۹۴۶ تأسیس شد. والیبال به سرعت در مناطق شمالی مانند پیمونت، لمباردی، امیلیا-رومانیا و توسکانی محبوب شد و باشگاه‌های راونا، مودنا، پارما، بولونیا و فلورانس به‌طور منظم برنده تمام مسابقات می‌شدند. در سال ۱۹۷۰ باشگاه‌های دیگر از شهرستانهای مرکزی و جنوب ایتالیا (رم و کاتانیا) اضافه شدند و با تیم‌های دیگر به رقابت پرداختند.

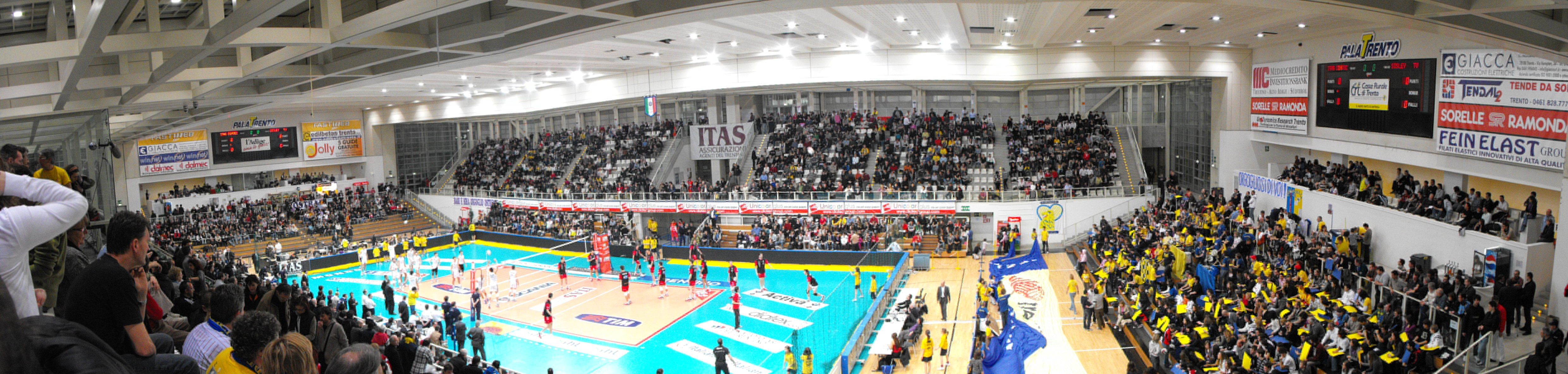
مسابقات سری آ بین ترنتینو و ترویزو در ترنتو

در سال ۱۹۸۰ رشد تیم ملی والیبال ایتالیا منجر به محبوبیت زیاد والیبال در ایتالیا شد. پس از یک دوره که در آن تیم‌های تورین، سانتال و پارما که تحت حمایت شرکت‌های بزرگ بودند، شرکت‌های بزرگ دیگری مانند فینینوست در میلان، توماس ادیسون در راونا و بنتون در ترویزو تصمیم به حمایت و سرمایه‌گذاری در والیبال کردند و تیم‌های جدیدی را تجهیز برای حمایت از والیبال ایتالیا در اروپا کردند.
امروزه والیبال در سراسر کشور ایتالیا انتشار یافته‌است و دارای محبوبیت بیشتری نسبت به رشته‌های دیگر حتی از فوتبال است.

## قهرمان‌ها

### ۱۹۳۶–۱۹۴۱ (مسابقات او ان دی)
- این مسابقات توسط باشگاه تفریحی ملی (OND) برگزار شد.
- ۱۹۳۶: آزوجنو وادو لیگوره
- ۱۹۳۷: آزوجنو وادو لیگوره
- ۱۹۳۸: تورتی آلساندریا
- ۱۹۳۹: آزوجنو وادو لیگوره
- ۱۹۴۰: برگزار نشد
- ۱۹۴۱: لانروسی ایسکیو